# Hooper Bay
Hooper Bay é uma cidade localizada no estado americano de Alasca, no Wade Hampton Census Area.

## Demografia
Segundo o censo americano de 2000, a sua população era de 1014 habitantes.
Em 2006, foi estimada uma população de 1090, um aumento de 76 (7.5%).

## Geografia
De acordo com o United States Census Bureau, a localidade tem uma área de 22,7 km², dos quais 22,5 km² cobertos por terra e 0,2 km² cobertos por água.

## Localidades na vizinhança
O diagrama seguinte representa as localidades num raio de 104 km ao redor de Hooper Bay.